# Landi
Landi is een historisch motorfietsmerk.
De originele naam was Fabbrica Bicyclette & Motore Landi, hetgeen later tot Landi & Co., Torino (1924-1926) werd hernoemd.
Het was een Italiaans merk van Lamberto Landi. Hij bouwde motorfietsen met Train-motoren, die “The Sweet” werden genoemd. Volgens andere bronnen heette de eigenaar echter Lamberto Todini en werden eigen 122- en 172 cc tweetakt-kamzuigermotoren gebruikt.

## Spot- en bijnamen
Landi motorfietsen (algemeen): The Sweet